# Leskeodon cubensis
Leskeodon cubensis är en bladmossart som beskrevs av Thériot 1940. Leskeodon cubensis ingår i släktet Leskeodon och familjen Daltoniaceae. Inga underarter finns listade i Catalogue of Life.